# O 5º Poder
O 5° Poder (Andere Schreibweise O Quinto Poder, Portugiesisch: Die fünfte Macht oder Die fünfte Potenz) ist ein brasilianischer Science-Fiction-Film von 1962. Eine unbekannte ausländische Macht plant, mit Hilfe von Subliminal-Radiowellen das Unterbewusstsein der brasilianischen Bevölkerung zu manipulieren, um Unruhen auszulösen. Dadurch soll eine Intervention der Unbekannten ausgelöst werden, um anschließend die reichen Bodenschätze des Landes auszubeuten. Der Film galt nach dem Staatsstreich in Brasilien 1964 Jahrzehnte lang als verschollen, zumal das Negativ vernichtet worden war. Die einzige erhaltene Kopie wurde in den 2000er Jahren wiederentdeckt und digitalisiert.

## Handlung
Rio de Janeiro 1962. Ein U-Boot unbekannter Nationalität landet heimlich an einem abgelegenen Strand, dem eine Gruppe bewaffneter Männer mit technischem Gerät entsteigt. Sie werden von einem Anführer empfangen, der sie zu seiner Villa transportiert. Es sind Agenten einer internationalen Gruppierung, deren Ziel es ist, Brasilien zu übernehmen, um die Bodenschätze und strategische Materialien zu sichern und auszubeuten. Sie sprechen teilweise Deutsch, aber die beteiligten Deutschen sind offenbar nur Teil der ausländischen Machtgruppe.
Die Villa dient nach der Installation der Geräte als lokale Zentrale. Die Befehle erhalten die Agenten über Funk von einem Hauptquartier, das sich im Ausland befindet. Die Sprecher im Hauptquartier sprechen neben Portugiesisch auch Englisch. Die Gruppe beginnt mit einer Vermessung und Fotoaufnahmen der wichtigsten Geländepunkte Rios. Die Fotonegative sollen ins Ausland ausgeflogen werden. Auch werden Transistoren in lokalen Radiosendern eingebaut und Leitungen zur Agentenzentrale verlegt.
Auf dem Weg zum Flughafen hat der Agent, der die Negative ins Ausland schmuggeln soll, einen Verkehrsunfall, so dass er gezwungen ist, per Anhalter weiterzufahren. Er wird von der Chemikerin Laura Leal in ihrem VW Käfer mitgenommen. Nachdem er den Wagen verlassen hat, findet Laura auf dem Rücksitz in einem Umschlag die Fotonegative. Sie geht damit zu dem Journalisten Carlos, der die Spur weiterverfolgen will. setzt. Beide mögen keine Fernseh- und Radiosendungen, sondern bevorzugen Lektüre.
Nachdem die Agentengruppe mit den Sendungen beginnt, kommt es zu Unruhen, Morden und Brandstiftungen. Carlos, Leila und Carlos Kollege Lucas stellen schließlich eine Verbindung zwischen den Ereignissen und der Möglichkeit der Beeinflussung durch Subliminalwellen her. Ein von Carlos hinzugezogener Agent des Militärgeheimdienstes hält diese Beeinflussung ebenfalls für möglich. Die ausländischen Agenten, die auf der Suche nach den vermissten Negativen sind, ermorden Lucas, der die Agentenzentrale entdeckt hat. Ein auf Carlos angesetzter Killer in der Seilbahn auf den Zuckerhut wird von dem Journalisten in Notwehr aus der Kabine geworfen.
Das von Lucas entdeckte Agentenquartier wird von der Polizei gestürmt, doch kann der Anführer Leila als Geisel nehmen und flieht mit ihr auf die Christus-Erlöser-Statue. Hier kommt es zu einem dramatischen Showdown. Leila wird befreit, der Anführer stirbt an seinen Schussverletzungen.

## Produktionsnotizen
Der türkische Kameramann Özen Sermet war vor seiner Tätigkeit in Brasilien in seiner Heimat an Historienfilmen und dem Horrorfilm Drakula İstanbul'da beteiligt.
Die futuristischen Apparate der Agenten wurden laut Vorspann von dem Ingenieur der Streitkräfte Darcídio de Oliveira konstruiert.

## Kritik
Der argentinische Filmemacher Lucas Zoppi hält das Werk für einen der besten zehn Science-Fiction-Filme, die in Lateinamerika produziert wurden und erkennt in ihm Elemente aus Die Dämonischen und Der unsichtbare Dritte.

## Trivia
Die Hauptdarstellerin Eva Wilma (1933–2021) spielte ein Jahr später in der deutsch-brasilianischen Koproduktion Mord in Rio von Horst Hächler die Leila.